# Méjico máxico
Méjico máxico es el álbum de debut del Instituto Mexicano del Sonido, un proyecto creado por Camilo Lara. Fue publicado en 2006.

## Información del álbum
El álbum contiene 15 canciones con sonidos diversos de origen mexicano, así como latinoamericanos. Revistas musicales han descrito el proyecto como uno de los pioneros de música electrónica que mezcla sonidos latinos. Desde su lanzamiento, el álbum ha recibido críticas positivas y algunos críticos han colocado el LCD Soundsystem como uno de sus influencias principales.

## Lista de canciones[4]
1. Bienvenidos A Mi Disco
2. OK!
3. Mirando A Las Muchachas
4. Jaja Pipi
5. Buena Idea
6. Drume Negrita
7. CyberMambo
8. Juan Rulfo
9. Corasound
10. Canción De Amor Para Mi Futura Novia
11. Sabrosa
12. Hey Tía!
13. Que Rico
14. Dub-A El Tiempo Es Muy Largo
15. No Hay Masa Ya